# Solanum polyadenium
Espèce
Classification phylogénétique
Solanum polyadenium est une espèce de plantes herbacées tubéreuses appartenant au genre Solanum et à la famille des Solanacées, originaire du Mexique.
Cette espèce de pomme de terre sauvage, proche de la pomme de terre (Solanum tuberosum), est classée comme celle-ci dans la section Petota du genre Solanum, mais contrairement à la pomme de terre cultivée, cette espèce est diploïde (2n=2x=24).

## Caractéristiques
Solanum polyadenium est connue pour être résistante à des ravageurs de la pomme de terre comme le doryphore, la cicadelle et à certaines espèces de pucerons, dont Myzus persicae, vecteur du virus Y. Cette dernière résistance est attribuée aux poils glandulaires qui recouvrent cette plante et exsudent une substance adhésive entravant la mobilité des pucerons.

## Distribution
Plante endémique du Mexique central :  États de Hidalgo, Jalisco, Mexico, Michoacan, Oaxaca, Puebla, Querétaro, Veracruz.